# Centroptilum album
Centroptilum album är en dagsländeart som beskrevs av Mcdunnough 1926. Centroptilum album ingår i släktet Centroptilum och familjen ådagsländor. Inga underarter finns listade i Catalogue of Life.